# 柏尔 (神话)
柏尔（英語：Bel）美索不达米亚巴比伦神话女性神祇之一。其事迹反映于相关古典作家之著述，后影响至希腊等国家与地区，具有重要地影响与积极意义。
阿卡德语早期的译者认为，在苏美尔语中被称为神的表意文字Enlil，在阿卡德语中被读为“Bel”。现代学者认为这不正确，但人们发现Bel在以前的翻译和讨论中被用来指代Enlil。
Bel出现在亚述人和新巴比伦人的名字中，或者在美索不达米亚的铭文中被提及时，它通常被认为是指马杜克，而不是其他神。类似地，Belit在没有消除歧义的情况下，主要指的是Bel Marduk的配偶Sarpanit。